# Sąd administracyjny

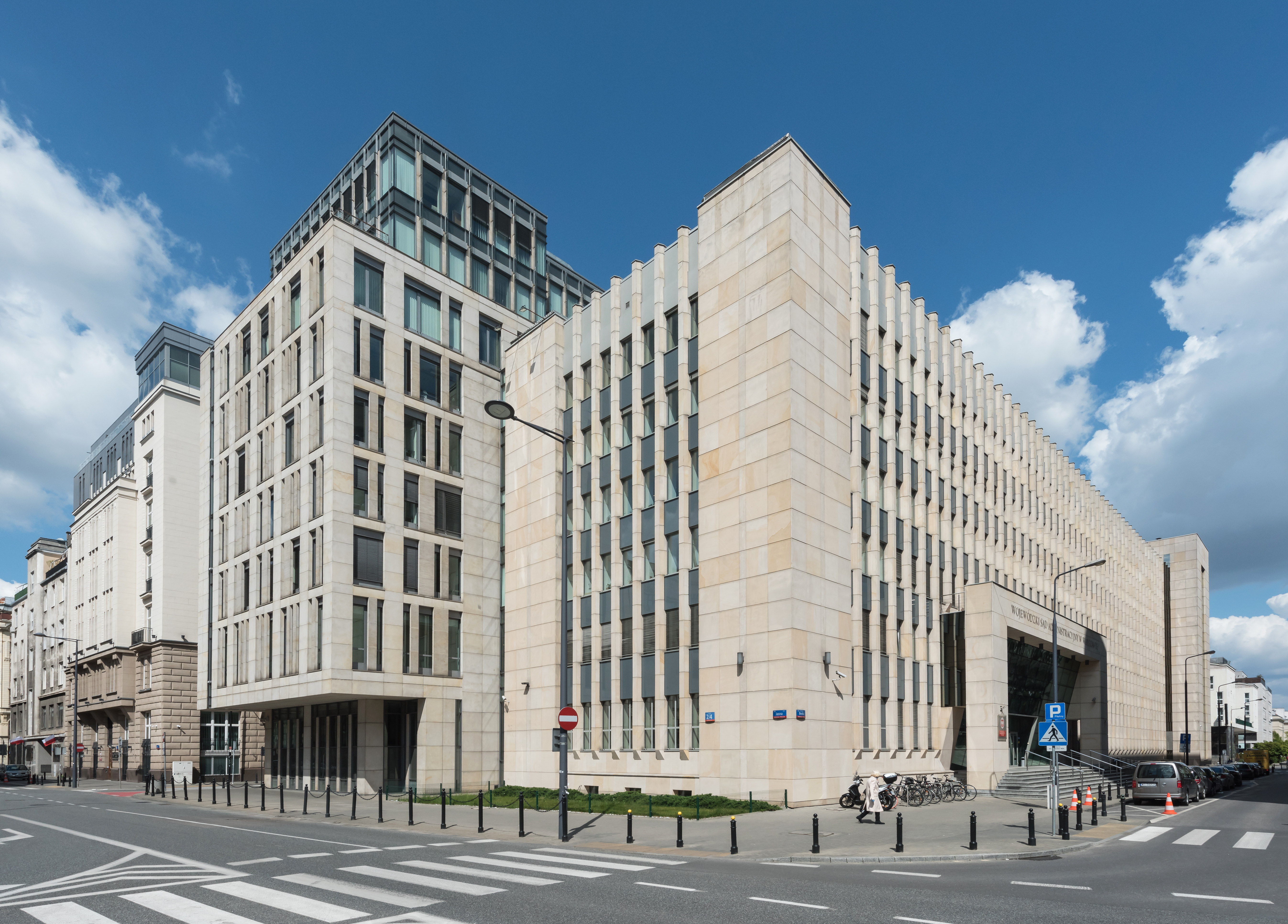
Kompleks Naczelnego Sądu Administracyjnego (z lewej) i Wojewódzkiego Sądu Administracyjnego (z prawej) w Warszawie

Sąd administracyjny – sąd kontrolujący działalność organów administracyjnych, w szczególności badający legalność aktów administracyjnych.
W Polsce jest on jednym z organów państwowych w systemie wymiaru sprawiedliwości. Sądy administracyjne wykonują ten obowiązek poprzez kontrolę działalności administracji publicznej oraz rozstrzyganie sporów kompetencyjnych i sporów o właściwość między organami jednostek samorządu terytorialnego, samorządowymi kolegiami odwoławczymi i między tymi organami a organami administracji rządowej (art. 1 ustawy z dnia 25 lipca 2002 roku Prawo o ustroju sądów administracyjnych).
Zasadą jest bezwzględny zakaz rozstrzygania przez sądy administracyjne spraw cywilnych objętych kognicją (właściwością) sądów powszechnych (art. 58 § 1 pkt 1 Prawa o postępowaniu przed sądami administracyjnymi). Sąd administracyjny nie może jednak odrzucić skargi z powołaniem się na brak swej kognicji, jeżeli w tej sprawie sąd powszechny uznał się już za niewłaściwy (art. 58 § 4 Prawa o postępowaniu przed sądami administracyjnymi).

## Podstawy prawne
Organizację i działalność sądów administracyjnych w Polsce regulują trzy akty prawne:
1. Konstytucja RP (art. 10, art. 45, art. 77-79, art. 165 ust. 2, art. 166 ust. 3 i art. 173-187)
2. ustawa z dnia 25 lipca 2002 roku Prawo o ustroju sądów administracyjnych (Dz.U. z 2024 r. poz. 1267)
3. ustawa z dnia 30 sierpnia 2002 roku Prawo o postępowaniu przed sądami administracyjnymi (Dz.U. z 2024 r. poz. 935).

Sądami administracyjnymi są obecnie: wojewódzkie sądy administracyjne orzekające w pierwszej instancji i Naczelny Sąd Administracyjny. Regułą jest, że skarga kierowana jest do wojewódzkiego sądu administracyjnego, a dopiero jego orzeczenia kontrolowane są przez Naczelny Sąd Administracyjny. Zarówno przed wojewódzkim sądem administracyjnym, jak i przed Naczelnym Sądem Administracyjnym, obowiązuje zasada skargowości, zabraniająca sądowi inicjowania postępowania sądowego z urzędu – postępowanie administracyjnosądowe może wszcząć wyłącznie strona, wnosząc skargę (do WSA), skargę kasacyjną lub zażalenie (do NSA), wniosek o rozstrzygnięcie sporu kompetencyjnego lub sporu o właściwość (do NSA).
Naczelny Sąd Administracyjny, zgodnie z art. 3 Prawa o ustroju sądów administracyjnych oraz art. 4 i 15 ustawy z dnia 30 sierpnia 2002 roku Prawo o postępowaniu przed sądami administracyjnymi:
- rozpoznaje skargi kasacyjne i zażalenia od orzeczeń (wyroków i postanowień) sądów wojewódzkich
- rozstrzyga wspomniane spory kompetencyjne i spory o właściwość
- podejmuje uchwały wyjaśniające przepisy prawne, rozbieżnie interpretowane przez sądy administracyjne oraz uchwały rozstrzygające zagadnienia prawne budzące poważne wątpliwości w konkretnej sprawie administracyjnosądowej.

Oznacza to, że NSA działa jako sąd drugiej instancji, rozpatrując skargi kasacyjne i zażalenia od orzeczeń WSA, natomiast w pozostałych sprawach NSA orzeka jako sąd pierwszej i jedynej instancji.

## Podmioty w postępowaniu administracyjnosądowym
Postępowanie przed sądami administracyjnymi ma charakter kontradyktoryjny, co oznacza, że obok sądu występują w nim dwa podmioty (strony), których sytuacja procesowa jest równa. Są to:
- Podmiot czynny (skarżący)
- Podmiot bierny (organ administracji publicznej, który wydał zaskarżony akt lub podjął zaskarżoną czynność).

## Historia polskiego systemu sądownictwa administracyjnego
Sądownictwo administracyjne niepodległej Polski powstało na wzór sądownictwa austriackiego, którego podstawową cechą było istnienie jednego sądu administracyjnego – Trybunału Administracyjnego, który rozpoczął swoją działalność w 1876 roku.
Ustawą z dnia 3 sierpnia 1922 roku powołano Najwyższy Trybunał Administracyjny, który funkcjonował do 1939 roku (od 1932 roku na mocy rozporządzenia Prezydenta Rzeczypospolitej z mocą ustawy z dnia 27 października 1932 roku), jako jedyny sąd administracyjny.
Po II wojnie światowej sądownictwo administracyjne w Polsce nie zostało reaktywowane, przede wszystkim ze względów politycznych, a próby dyskusji nad jego stworzeniem były tłumione. Mimo to jednak w czasie „odwilży” po roku 1956 pojawiła się inicjatywa uruchomienia sądownictwa administracyjnego, w ramach której utworzono w Komisji Kodyfikacyjnej przy Ministerstwie Sprawiedliwości zespół do opracowania projektu ustawy. Ukonstytuował się on 17 grudnia 1956 roku pod przewodnictwem prof. S. Rozmaryna. Referentem głównym projektu został prof. M. Zimmermann, a koreferentem prof. J. Litwin. W wyniku prac zespołu powstawały kolejne wersje projektu, a ostateczny, kompletny tekst nosi datę 31 grudnia 1957 roku. Dalsze prace zostały przerwane decyzją władz politycznych PRL. Projekt ten był jedyną dopracowaną i zakończoną propozycją wprowadzenia sądownictwa administracyjnego, jaka pojawiła się w Polsce na przestrzeni lat 1945 – 1977. Ustawą z dnia 31 stycznia 1980 r. o Naczelnym Sądzie Administracyjnym oraz o zmianie ustawy – Kodeks postępowania administracyjnego powołano do życia Naczelny Sąd Administracyjny, który był jednym szczeblem sądownictwa administracyjnego. Z początku jego zakres kompetencji był ograniczony, a znaczne jego rozszerzenie nastąpiło na mocy ustawy z dnia 24 maja 1990 r. o zmianie ustawy – Kodeks postępowania administracyjnego, która zamiast enumeratywnego wyliczenia spraw, w których wydane decyzje podlegały skardze do NSA, wprowadziła klauzulę generalną. Nowa regulacja, dotycząca NSA została zawarta w ustawie z dnia 11 maja 1995 r. o Naczelnym Sądzie Administracyjnym. Przepisy dotyczące NSA zostały wyjęte z kodeksu postępowania administracyjnego i umieszczone w osobnej ustawie.
Z dniem 1 stycznia 2004 r. weszła w życie zasadnicza reforma sądownictwa administracyjnego. Nastąpiło to za pomocą trzech podstawowych ustaw:
1. Ustawy z dnia 25 lipca 2002 r. – Prawo o ustroju sądów administracyjnych
2. Ustawy z dnia 30 sierpnia 2002 r. – Prawo o postępowaniu przed sądami administracyjnymi
3. Ustawy z dnia 30 sierpnia 2002 r. – przepisy wprowadzające ustawę – Prawo o ustroju sądów administracyjnych i ustawę – Prawo o postępowaniu przed sądami administracyjnymi

## Przedmiot kontroli
Zgodnie z art. 3 § 2 Prawa o postępowaniu przed sądami administracyjnymi, kontrola działalności administracji publicznej przez te sądy obejmuje orzekanie w sprawach skarg na:
- decyzje administracyjne
- postanowienia wydane w postępowaniu administracyjnym, na które służy zażalenie albo kończące postępowanie, a także na postanowienia rozstrzygające sprawę co do istoty
- postanowienia wydane w postępowaniu egzekucyjnym i zabezpieczającym, na które służy zażalenie[1]
- inne akty lub czynności z zakresu administracji publicznej dotyczące uprawnień lub obowiązków wynikających z przepisów prawa, z wyłączeniem aktów lub czynności podjętych w ramach postępowania administracyjnego określonego w Kodeksie postępowania administracyjnego, postępowań określonych w działach IV, V i VI Ordynacji podatkowej, postępowań, o których mowa w dziale V w rozdziale 1 ustawy z dnia 16 listopada 2016 r. o Krajowej Administracji Skarbowej (Dz.U. z 2025 r. poz. 1131), oraz postępowań, do których mają zastosowanie przepisy powołanych ustaw (np. niektóre czynności materialno-techniczne[2])
- pisemne interpretacje przepisów prawa podatkowego wydawane w indywidualnych sprawach, opinie zabezpieczające i odmowy wydania opinii zabezpieczających
- opinie, o których mowa w art. 119zzl § 1 Ordynacji podatkowej, i odmowy wydania tych opinii
- akty prawa miejscowego organów jednostek samorządu terytorialnego i terenowych organów administracji rządowej
- akty organów jednostek samorządu terytorialnego i ich związków, inne niż określone wyżej, podejmowane w sprawach z zakresu administracji publicznej
- akty nadzoru nad działalnością organów jednostek samorządu terytorialnego
- bezczynność lub przewlekłe prowadzenie postępowania, lub przewlekłe prowadzenie postępowania dotyczących pisemnych interpretacji przepisów prawa podatkowego wydawanych w indywidualnych sprawach, opinii zabezpieczających i odmowy wydania opinii zabezpieczających
- bezczynność lub przewlekłe prowadzenie postępowania w sprawach dotyczących innych niż wyżej wymienione aktów lub czynności z zakresu administracji publicznej dotyczących uprawnień lub obowiązków wynikających z przepisów prawa podjętych w ramach postępowania administracyjnego określonego w Kodeksie postępowania administracyjnego oraz postępowań określonych w działach IV, V i VI Ordynacji podatkowej oraz postępowań, do których mają zastosowanie przepisy powołanych ustaw.

## Organy sądów administracyjnych

### W wojewódzkich sądach administracyjnych
- prezes wojewódzkiego sądu administracyjnego
- zgromadzenie ogólne sędziów sądu administracyjnego
- kolegium wojewódzkiego sądu administracyjnego

### W Naczelnym Sądzie Administracyjnym
- Prezes Naczelnego Sądu Administracyjnego
- Zgromadzenie Ogólne Sędziów Naczelnego Sądu Administracyjnego
- Kolegium Naczelnego Sądu Administracyjnego

We wszystkich sądach administracyjnych orzekają sędziowie sądów administracyjnych. W bardzo ograniczonym zakresie postanowienia i zarządzenia wydają referendarze sądowi (art. 258 § 2 pkt 6-8 Prawa o postępowaniu przed sądami administracyjnymi).

## Zgromadzenie ogólne wojewódzkiego sądu administracyjnego
Art. 24 ustawy z dnia 25 lipca 2002 roku – prawo o ustroju sądów administracyjnych mówi, że:
Zgromadzenie ogólne składa się z sędziów wojewódzkiego sądu administracyjnego. W zgromadzeniu ogólnym mogą uczestniczyć asesorzy sądowi, bez prawa udziału w głosowaniu.
Przewodniczącym zgromadzenia ogólnego jest prezes wojewódzkiego sądu administracyjnego, który zwołuje zgromadzenie ogólne co najmniej raz w roku.
Do podjęcia uchwał zgromadzenia ogólnego wymagana jest obecność przynajmniej połowy liczby jego członków. Uchwały zapadają bezwzględną większością głosów.
Zgromadzenie ogólne:
1. rozpatruje informację prezesa wojewódzkiego sądu administracyjnego o rocznej działalności sądu
2. przedstawia Krajowej Radzie Sądownictwa kandydatów na stanowiska sędziów wojewódzkiego sądu administracyjnego
3. wyraża opinię w sprawie powołania lub odwołania prezesa wojewódzkiego sądu administracyjnego oraz opinię w sprawie powołania lub odwołania wiceprezesa wojewódzkiego sądu administracyjnego
4. ustala skład liczbowy kolegium sądu oraz wybiera jego członków i dokonuje zmian w jego składzie
5. rozpatruje i opiniuje inne  sprawy przedłożone przez  prezesa wojewódzkiego sądu administracyjnego lub zgłoszone przez członków zgromadzenia ogólnego

## Zgromadzenie ogólne Naczelnego Sądu Administracyjnego
Zgromadzenie Ogólne Sędziów Naczelnego Sądu Administracyjnego tworzą sędziowie Naczelnego Sądu Administracyjnego. Przewodniczącym Zgromadzenia Ogólnego jest Prezes Naczelnego Sądu Administracyjnego.
Zgromadzenie Ogólne Sędziów Naczelnego Sądu Administracyjnego:
1. rozpatruje informację Prezesa Naczelnego Sądu Administracyjnego o rocznej działalności Naczelnego Sądu Administracyjnego
2. przedstawia Krajowej Radzie Sądownictwa kandydatów na stanowiska sędziów
3. wybiera kandydatów na stanowisko Prezesa Naczelnego Sądu Administracyjnego
4. wyraża zgodę w sprawie powołania i odwołania wiceprezesów Naczelnego Sądu Administracyjnego
5. ustala skład liczbowy Kolegium Naczelnego Sądu Administracyjnego oraz wybiera jego członków i dokonuje zmian w jego składzie
6. rozpatruje i opiniuje inne sprawy przedłożone przez Prezesa Naczelnego Sądu Administracyjnego lub zgłoszone przez członków Zgromadzenia Ogólnego Sędziów Naczelnego Sądu Administracyjnego

Zgromadzenie Ogólne Sędziów Naczelnego Sądu Administracyjnego zwołuje Prezes Naczelnego Sądu Administracyjnego co najmniej raz w roku. Do podjęcia uchwał Zgromadzenia Ogólnego Sędziów Naczelnego Sądu Administracyjnego wymagana jest  obecność co najmniej połowy liczby jego członków. Uchwały zapadają bezwzględną większością głosów.

## Powoływanie sędziów sądów administracyjnych
Sędziów sądów administracyjnych do pełnienia urzędu na stanowisku sędziowskim powołuje Prezydent Rzeczypospolitej Polskiej, na wniosek Krajowej Rady Sądownictwa.  Sędziowie sądów administracyjnych są powoływani na stanowisko sędziego wojewódzkiego sądu administracyjnego, z wyznaczeniem miejsca służbowego (siedziby) sędziego, albo na stanowisko sędziego Naczelnego Sądu Administracyjnego.
Do pełnienia urzędu na stanowisku sędziego wojewódzkiego sądu administracyjnego może być powołany ten, kto:
1)     ma obywatelstwo polskie i korzysta z pełni praw cywilnych i obywatelskich
2)     jest nieskazitelnego charakteru
3)     ukończył wyższe studia prawnicze w Polsce i uzyskał tytuł magistra lub inny zagraniczny, uznany w Polsce
4)     jest zdolny, ze względu na stan zdrowia, do pełnienia obowiązków sędziego
5)     ukończył 35 lat życia
6)     wyróżnia się wysokim poziomem wiedzy w dziedzinie administracji publicznej oraz prawa administracyjnego i innych dziedzin prawa związanych zdziałaniem organów administracji publicznej
7)     pozostawał co najmniej osiem lat na stanowisku sędziego, prokuratora, prezesa, wiceprezesa, lub radcy Prokuratorii Generalnej Rzeczypospolitej Polskiej albo przynajmniej przez osiem lat wykonywał zawód adwokata, radcy prawnego lub notariusza albo przez dziesięć lat pozostawał w instytucjach publicznych na stanowiskach związanych ze stosowaniem lub tworzeniem prawa administracyjnego lub pracował w charakterze asesora sądowego w wojewódzkim sądzie administracyjnym co najmniej dwa lata.

## Powoływanie Prezesa Naczelnego Sądu Administracyjnego
Prezesa Naczelnego Sądu Administracyjnego powołuje Prezydent Rzeczypospolitej Polskiej na sześcioletnią kadencję spośród dwóch kandydatów przedstawionych przez  Zgromadzenie Ogólne Sędziów Naczelnego Sądu Administracyjnego.
Kandydatów na stanowisko Prezesa Naczelnego Sądu Administracyjnego wybiera Zgromadzenie Ogólne Sędziów Naczelnego Sądu Administracyjnego spośród sędziów Naczelnego Sądu Administracyjnego, którzy w głosowaniu tajnym uzyskali kolejno największą liczbę głosów. Wybór powinien być dokonany nie później niż trzy miesiące przed upływem kadencji urzędującego Prezesa Naczelnego Sądu Administracyjnego. W przypadku opróżnienia stanowiska w trakcie kadencji, wyboru kandydatów dokonuje się w terminie jednego miesiąca.

## Inne informacje
Co roku Prezes Naczelnego Sądu Administracyjnego przedkłada Sejmowi Informację o działalności sądów administracyjnych, która jest publikowana w postaci druku sejmowego.